# BNP Paribas Masters 2014
BNP Paribas Masters 2014 byl profesionální tenisový turnaj mužů, hraný jako součást okruhu ATP World Tour, v komplexu Palais omnisports de Paris-Bercy na krytých dvorcích s tvrdým povrchem. Konal se mezi 27. říjnem až 2. listopadem 2014 ve francouzské metropoli Paříži jako 43. ročník.
Turnaj se po grandslamu řadil do druhé nejvyšší kategorie okruhu ATP World Tour Masters 1000 a představoval poslední událost této devítidílné série, když na ní bezprostředně navázal londýnský Turnaj mistrů. Dotace pařížské akce činila 3 452 415 eur a odměny hráčům pak 2 884 675 eur.
Tituly z předchozího ročníku byly obhájeny v obou soutěžích. Jako prvnímu singlistovi v historii turnaje od roku 1972 se tento výkon podařil světové jedničce Novaku Djokovićovi. Deblovou část ovládl americký první pár světa Bob a Mike Bryanovi.

## Distribuce bodů a finančních odměn

### Distribuce bodů
| Soutěž  | Vítězové | F   | SF  | ČF  | 16 v kole | 32 v kole | 64 v kole | Q  | Q2 | Q1 |
| ------- | -------- | --- | --- | --- | --------- | --------- | --------- | -- | -- | -- |
| dvouhra | 1000     | 600 | 360 | 180 | 90        | 45        | 10        | 25 | 16 | 0  |
| čtyřhra | 1000     | 600 | 360 | 180 | 90        | 45        | 0         |    |    |    |

### Finanční odměny
| Soutěž                             | Vítězové | Finále   | Semifinále | Čtvrtfinále | 16 v kole | 32 v kole | 64 v kole |  |
| ---------------------------------- | -------- | -------- | ---------- | ----------- | --------- | --------- | --------- |  |
| dvouhra                            | €571 355 | €280 145 | €141 000   | €71 700     | €37 230   | €19 630   | €10 600   |  |
| čtyřhra                            | €170 000 | €83 240  | €41 750    | €21 430     | €11 080   | €5 840    |           |  |
| částky ve čtyřhře jsou uváděny pár |          |          |            |             |           |           |           |  |

## Dvouhra

### Nasazení hráčů
| Země                          | Hráč                  | ATP | Nasazení |
| ----------------------------- | --------------------- | --- | -------- |
| Srbsko                        | Novak Djoković        | 1.  | 1.       |
| Švýcarsko                     | Roger Federer         | 2.  | 2.       |
| Švýcarsko                     | Stan Wawrinka         | 4.  | 3.       |
| Španělsko                     | David Ferrer          | 5.  | 4.       |
| Japonsko                      | Kei Nišikori          | 6.  | 5.       |
| Česko                         | Tomáš Berdych         | 7.  | 6.       |
| Kanada                        | Milos Raonic          | 9.  | 7.       |
| Spojené království            | Andy Murray           | 10. | 8.       |
| Bulharsko                     | Grigor Dimitrov       | 11. | 9.       |
| Francie                       | Jo-Wilfried Tsonga    | 12. | 10.      |
| Španělsko                     | Roberto Bautista Agut | 14. | 11.      |
| Španělsko                     | Feliciano López       | 15. | 12.      |
| Spojené státy                 | John Isner            | 16. | 13.      |
| Jižní Afrika                  | Kevin Anderson        | 17. | 14.      |
| Francie                       | Gilles Simon          | 18. | 15.      |
| Itálie                        | Fabio Fognini         | 19. | 16.      |
| Žebříček ATP k 20. říjnu 2014 |                       |     |          |

### Jiné formy účasti na turnaji
Následující hráči obdrželi divokou kartu do hlavní soutěže:
- Pierre-Hugues Herbert
- Adrian Mannarino
- Édouard Roger-Vasselin

Následující hráč obdržel do hlavní soutěže speciální výjimku:
- David Goffin

Následující hráči postoupili z kvalifikace:
- Kenny de Schepper
- Denis Istomin
- Lucas Pouille
- Sam Querrey
- Jack Sock
- Donald Young

### Odhlášení
před začátkem turnaje
- Nicolás Almagro (poranění nohy)
- Juan Martín del Potro (poranění zápěstí)
- Rafael Nadal (apendicitida)
- Marin Čilić (poranění paže)
- Ernests Gulbis (poranění ramena)

### Skrečování
- Denis Istomin
- Leonardo Mayer

## Čtyřhra

### Nasazení párů
| Země                                                                     | Hráč              | Země          | Hráč                   | ATP | Nasazení |
| ------------------------------------------------------------------------ | ----------------- | ------------- | ---------------------- | --- | -------- |
| Spojené státy                                                            | Bob Bryan         | Spojené státy | Mike Bryan             | 2.  | 1.       |
| Rakousko                                                                 | Alexander Peya    | Brazílie      | Bruno Soares           | 10. | 2.       |
| Francie                                                                  | Julien Benneteau  | Francie       | Édouard Roger-Vasselin | 17. | 3.       |
| Chorvatsko                                                               | Ivan Dodig        | Brazílie      | Marcelo Melo           | 19. | 4.       |
| Španělsko                                                                | Marcel Granollers | Španělsko     | Marc López             | 21. | 5.       |
| Kanada                                                                   | Vasek Pospisil    | Spojené státy | Jack Sock              | 29. | 6.       |
| Indie                                                                    | Rohan Bopanna     | Kanada        | Daniel Nestor          | 31. | 7.       |
| Nizozemsko                                                               | Jean-Julien Rojer | Rumunsko      | Horia Tecău            | 34. | 8.       |
| Žebříček ATP k 20. říjnu 2014; číslo je součtem umístění obou členů páru |                   |               |                        |     |          |

### Jiné formy účasti
Následující páry obdržely divokou kartu do hlavní soutěže:
- Jérémy Chardy /  Kenny de Schepper
- Pierre-Hugues Herbert /  Nicolas Mahut

Následující pár postoupil do hlavní soutěže z pozice náhradníka:
- Pablo Cuevas /  Santiago Giraldo

### Odhlášení
před začátkem turnaje
- Leonardo Mayer
- Sam Querrey

v průběhu turnaje
- Ivan Dodig (poranění zad)
- Sam Querrey (poranění lokte)

## Přehled finále

### Mužská dvouhra
- Novak Djoković vs.  Milos Raonic, 6–2, 6–3

### Mužská čtyřhra
- Bob Bryan /  Mike Bryan vs.  Marcin Matkowski /  Jürgen Melzer, 7–6(7–5), 5–7, [10–6]